# Filialkirche Hackstock
Die römisch-katholische Filialkirche Hackstock steht im Ort Hackstock in der Marktgemeinde Unterweißenbach im Bezirk Freistadt in Oberösterreich. Die dem Patrozinium hl. Josef von Nazaret unterstellte Filialkirche gehört zum Dekanat Unterweißenbach in der Diözese Linz.

## Beschreibung
Seit 1941 bestand eine Kaplaneikirche. Von 1962 bis 1963 wurde nach den Plänen des Architekten Anton Zemann die Kirche neu erbaut.
Der schlichte rechteckige Kirchenbau hat einen eingezogenen Chor mit einer leicht konvexen Altarwand und seitliche Anbauten für Nebenräume. Die Kirche hat ein einheitlich flaches Satteldach, welches rechts vom Chor auf Pfeilern steht. Die Fassade zeigt segmentbogige und schmale rechteckige Fenster.
Das Kircheninnere zeigt einen Saalraum unter einer Flachtonne und im Chor bunte Glasfenster aus der Bauzeit.
Die Figuren Maria mit Kind und ein Kruzifix entstanden um 1900. Die Figur hl. Josef mit Engeln schuf der Bildhauer Johann Langthaler im Jahr 1963. Der Kreuzweg besteht aus Hinterglasbildern.